# Decil
Em estatística descritiva, decil é qualquer um dos nove valores que dividem os dados ordenados de uma variável em dez partes iguais, de modo que cada parte representa 1/10 da amostra ou população. Assim:
- O 1º decil é o ponto de corte para 10% dos dados mais baixos, i. e., o percentil 10.
- O 5º decil é o ponto de corte para 50% dos dados, i. e., o percentil 50, 2º quartil, ou mediana.
- O 9º decil é o limite para 90% dos dados mais baixos, i. e., o percentil 90.